# Landkreis Burglengenfeld
Der Landkreis Burglengenfeld gehörte zum bayerischen Regierungsbezirk Oberpfalz. Vor dem Beginn der bayerischen Gebietsreform am Anfang der 1970er Jahre umfasste der Landkreis 40 Gemeinden.

## Geographie

### Wichtige Orte
Die einwohnerstärksten Gemeinden waren Burglengenfeld, Maxhütte-Haidhof, Teublitz und Wackersdorf.

### Nachbarkreise
Der Landkreis grenzte 1972 im Uhrzeigersinn im Nordwesten beginnend an die Landkreise Amberg, Nabburg, Neunburg vorm Wald, Roding, Regensburg und Parsberg.
Im Norden des Landkreises befand sich von 1920 bis 1940 und von 1948 bis 1972 die kreisfreie Stadt Schwandorf i. Bay. als Enklave.

## Geschichte

### Landgericht
1803 wurde im Verlauf der Verwaltungsneugliederung Bayerns das Landgericht Burglengenfeld errichtet. Dieses wurde nach der Gründung des Königreichs Bayern dem Regenkreis zugeschlagen, dessen Hauptstadt anfangs Straubing war und ab 1810 Regensburg wurde.
1838 wurde der Regenkreis in Kreis Oberpfalz umbenannt, aus dem der gleichnamige Regierungsbezirk hervorging.

### Bezirksamt

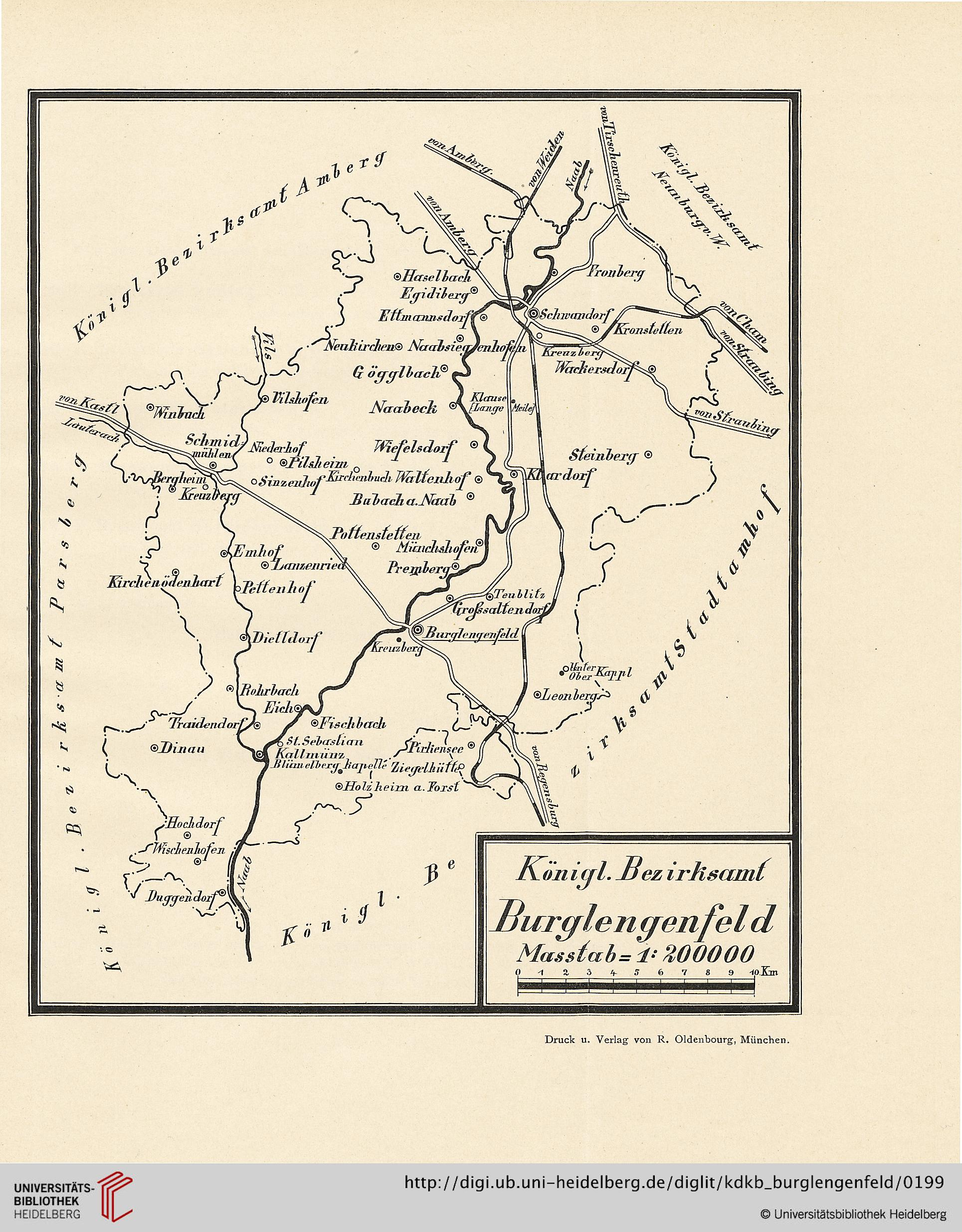
Königl. Bezirksamt Burglengenfeld im Jahr 1906

Das Bezirksamt Burglengenfeld wurde im Jahr 1862 durch den Zusammenschluss der der Landgerichte Burglengenfeld und Schwandorf gebildet.
Am 1. Juli 1920 schied die Stadt Schwandorf aus dem Bezirksamt aus und wurde kreisunmittelbar.
Am 1. Juli 1927 wechselten die Gemeinden Vilshofen und Winbuch aus dem Bezirksamt Burglengenfeld ins Bezirksamt Amberg.

### Landkreis
Am 1. Januar 1939 wurde wie überall im Deutschen Reich die Bezeichnung Landkreis eingeführt. So wurde aus dem Bezirksamt der Landkreis Burglengenfeld.
Am 1. April 1940 wurde die kreisfreie Stadt Schwandorf in den Landkreis Burglengenfeld eingegliedert. Dies wurde am 1. April 1948 wieder rückgängig gemacht.
Am 1. Oktober 1944 wurde der Landkreis Parsberg um die Gemeinden Bergheim und Kirchödenhart des Landkreises Burglengenfeld vergrößert. Diese wurden in den Heeresgutsbezirk Hohenfels eingegliedert.
Am 1. Juli 1972 wurde der Landkreis Burglengenfeld im Zuge der Kreisgebietsreform in Bayern aufgelöst:
- Die Gemeinden Dinau, Duggendorf, Hochdorf, Holzheim am Forst, Kallmünz, Krachenhausen, Rohrbach und Traidendorf kamen zum Landkreis Regensburg.
- Die Gemeinde Schmidmühlen kam zum Landkreis Amberg-Sulzbach.
- Alle übrigen Gemeinden wurden mit den Landkreisen Oberviechtach, Nabburg und Neunburg vorm Wald sowie der kreisfreien Stadt Schwandorf zum Landkreis Schwandorf in Bayern zusammengefasst. Dessen Name wurde am 1. Mai 1973 in Landkreis Schwandorf geändert.[5]

### Bezirksamtmänner/Bezirksoberamtmänner bis 1938, Landräte ab 1939
- 1915–1919 Emil Schneider
- 1919–1920 Otto von Andrian-Werburg
- 1920–1925 Paul Köttnitz
- 1925–1928 Theodor Hunglinger
- 1928–1933 Ernst Bierlein
- 1934–1938 Josef Oberwallner
- 1938–1945 Joseph Grasegger

## Einwohnerentwicklung
| Jahr | Einwohner | Quelle |
| ---- | --------- | ------ |
| 1864 | 20.193    | [ 6 ]  |
| 1885 | 25.810    | [ 7 ]  |
| 1900 | 26.912    | [ 8 ]  |
| 1910 | 30.052    | [ 8 ]  |
| 1925 | 26.477    | [ 9 ]  |
| 1939 | 41.113    | [ 10 ] |
| 1950 | 42.019    | [ 11 ] |
| 1960 | 45.200    | [ 12 ] |
| 1971 | 50.600    | [ 13 ] |

## Gemeinden
| Städte - Burglengenfeld - Maxhütte-Haidhof - Teublitz Marktgemeinden - Kallmünz - Schmidmühlen Weitere Gemeinden - Alberndorf - Bubach an der Naab - Büchheim - Dachelhofen - Dietldorf - Dinau | - Duggendorf - Ettmannsdorf - Fischbach - Fronberg - Gögglbach - Haselbach - Hochdorf - Höchensee - Holzheim am Forst - Katzdorf - Klardorf - Krachenhausen - Krondorf - Kronstetten - Lanzenried | - Leonberg - Münchshofen - Naabeck - Neukirchen - Pirkensee - Pottenstetten - Premberg - Rohrbach - Saltendorf - See - Steinberg - Traidendorf - Wackersdorf - Wiefelsdorf |

Eingemeindungen

Landkreis Burglengenfeld, Gemeindegrenzenkarte von 1961

- Bergheim, am 1. Oktober 1944 zum Heeresgutsbezirk Hohenfels im Landkreis Parsberg
- Breitenbrunn, am 1. Januar 1946 zu Haselbach und Pittersdorf
- Dallackenried, am 1. Januar 1946 zu Dinau
- Eich, am 1. Januar 1946 zu See
- Emhof, am 1. Januar 1946 zu Schmidmühlen
- Kirchenödenhart, am 1. Oktober 1944 zum Heeresgutsbezirk Hohenfels im Landkreis Parsberg
- Meßnerskreith, am 1. Februar 1956 zu Maxhütte-Haidhof
- Oder, am 1. Juli 1961 zu Steinberg und Wackersdorf[14]
- Pilsheim, am 1. Januar 1946 zu Höchensee
- Wischenhofen, am 1. Januar 1946 zu Hochdorf

Umbenennungen
- Ibenthann wurde 1938 in Maxhütte und 1956 in Maxhütte-Haidhof umbenannt.
- Zielheim wurde 1950 in Klardorf umbenannt.

## Landräte
- 1939–1945: Joseph Grasegger (NSDAP)
- 1970–1972: Hans Schuierer (SPD)

## Kfz-Kennzeichen
Am 1. Juli 1956 wurde dem Landkreis bei der Einführung der bis heute gültigen Kfz-Kennzeichen das Unterscheidungszeichen BUL zugewiesen. Es wurde bis zum 3. August 1974 ausgegeben. In Zusammenhang mit der Kennzeichenliberalisierung ist es seit dem 10. Juli 2013 im Landkreis Schwandorf und seit dem 12. Juli 2013 im Landkreis Amberg-Sulzbach erhältlich.